# Notiphila canescens
Notiphila canescens är en tvåvingeart som beskrevs av Ichiro Miyagi 1966. Notiphila canescens ingår i släktet Notiphila och familjen vattenflugor. Inga underarter finns listade i Catalogue of Life.